# Попов, Николай Иванович (Герой Советского Союза)
Николай Иванович Попов (1925—1973) — советский военнослужащий. Участник Великой Отечественной войны. Герой Советского Союза (1945). Красноармеец.

## Биография
Николай Иванович Попов родился 5 июня 1925 года в селе Большой Самовец в крестьянской семье. Русский. Образование 2 класса начальной школы.
В 1933 году семья Поповых перебралась в село Аргун. До призыва на военную службу работал в колхозе.
В ряды Рабоче-крестьянской Красной Армии Н. И. Попов был призван Усть-Карским районным военкоматом Читинской области в 1943 году. В боях с немецко-фашистскими захватчиками красноармеец Н. И. Попов с ноября 1943 года на 4-м Украинском фронте. Участвовал в освобождении Крыма от немецко-фашистских захватчиков. В апреле 1944 года был ранен. После выздоровления Н. И. Попов освоил воинскую специальность огнемётчика и в июне 1944 года был направили в 41-й отдельный батальон ранцевых огнемётов 2-й штурмовой инженерно-сапёрной бригады Резерва Главнокомандования, которая воевала на 1-м Белорусском фронте. В преддверии Белорусской стратегической операции бригада была придана 8-й гвардейской армии, в составе которой оставалась до конца войны. В рамках операции «Багратион» Николай Иванович участвовал в Люблин-Брестской операции, форсировании реки Вислы, боях за закрепление Магнушевского плацдарма.
14 января 1945 года войска 1-го Белорусского фронта перешли в наступление в ходе Варшавско-Познанской фронтовой операции, осуществляемой в рамках Висло-Одерской стратегической операции. Разгромив немецкую группу армий «Центр», войска фронта в конце января 1945 года вышли к реке Одер, и с ходу форсировав её, захватили плацдармы на западном берегу реки. Вслед за передовыми частями на захваченные плацдармы были введены подразделения из фронтового инженерного резерва — 1-я гвардейская моторизованная инженерная и 2-я штурмовая инженерно-саперная бригады. Огнемётчик Н. И. Попов форсировал Одер у города Кюстрин и в составе подвижного заградительного отряда участвовал в боях за закрепление плацдарма. После овладения плацдармами на Одере подразделения 8-й гвардейской армии были брошены на штурм оставшегося в тылу советских войск крупного узла сопротивления немецко-фашистских войск — города-крепости Познань. Красноармеец Н. И. Попов особо отличился в уличных боях за Познань в период со 2 по 11 февраля 1945 года.
Действуя в составе штурмовой группы сержанта Н. Д. Хитрова, огнемётчик Н. И. Попов из 46-ти ликвидированных группой узлов немецкого сопротивления лично прожёг 12 зданий, уничтожив при этом до 100 военнослужащих вермахта. Так 3 февраля 1945 года рядовым Попову и Богданову было поручено зачистить здание, из которого противник простреливал улицы маршала Феха, Домбровского и Александра Фредри, а также мост, ведущий к Большому театру Познани. Рискуя жизнью, под огнём противника рядовой Попов преодолел открытое пространство, и приблизившись вплотную к зданию, направил струю огня в подвал, откуда бил вражеский пулемёт. Уничтожив огневую точку противника, Попов и Богданов проникли на первый этаж здания и подожгли три комнаты под засевшими на следующих этаже немецкими солдатами. Пытаясь вырваться из охваченного пламенем здания, немцы забрасывали огнемётчиков гранатами, в результате чего рядовой Богданов был убит. Но Н. И. Попов, вооружившись РОКСом своего погибшего товарища, не позволил им покинуть здание. В результате до 50 немецких солдат погибли в пожаре. 4 февраля 1945 года при штурме костёла на улице А. Фредри командир группы сержант Хитров и рядовой Попов под яростным огнём противника прорвались вплотную к зданию, выломали дверь, и ворвавшись в костёл, беспорядочным огнеметанием вызвали панику среди немецкого гарнизона. В результате до 25 немецких солдат было уничтожено, а 175 человек были взяты в плен. 8 февраля 1945 года противнику удалось остановить продвижение 83-го гвардейского стрелкового полка. На помощь ему была направлена штурмовая группа Хитрова. Немцы заняли исключительно удачную позицию: здание, где они засели, с трёх сторон было обнесено высокой кирпичной стеной, а напротив его главного фасада располагалось горящее двухэтажное каменное здание. Единственный подход к опорному пункту немецкой обороны простреливался противником. В сложившихся обстоятельствах было принято решение пробиваться через горящее здание. Густо смазав открытые участки кожи вазелином и облив одежду водой, рядовой Н. И. Попов бросился в проделанный сапёрами проход, и преодолев объятый пламенем дом, незамеченным достиг узла сопротивления противника, где работая огнемётом, уничтожил до 30 немецких солдат, обеспечив дальнейшее наступление 83-го гвардейского стрелкового полка. За образцовое выполнение боевых заданий командования на фронте борьбы с немецкими захватчиками и проявленные при этом отвагу и геройство красноармейцу Попову Николаю Ивановичу указом Президиума Верховного Совета СССР от 6 апреля 1945 года было присвоено звание Героя Советского Союза.
После освобождения города Познани Николай Иванович участвовал в штурме Кюстрина в ходе Восточно-Померанской операции и штурме Берлина. После демобилизации он вернулся в родные места. Жил в городе Сретенске Читинской области (ныне Забайкальский край). Работал шофёром в районном отделе культуры. 5 февраля 1973 года Н. И. Попов скончался. Похоронен в Сретенске.

## Награды
- Медаль «Золотая Звезда» (06.04.1945);
- орден Ленина (06.04.1945);
- медали.

## Документы
- Общедоступный электронный банк документов «Подвиг Народа в Великой Отечественной войне 1941—1945 гг.» Дата обращения: 2 декабря 2012. Архивировано из оригинала 13 марта 2012 года.

Представление к званию Героя Советского Союза. Дата обращения: 2 декабря 2012. Архивировано 16 января 2013 года.
Указ Президиума Верховного Совета СССР о присвоении звания Героя Советского Союза. Дата обращения: 2 декабря 2012. Архивировано 16 января 2013 года.